# Ekebyholm
Ekebyholm  är en ort i Rimbo socken Norrtälje kommun Stockholms län belägen norr om Rimbo. SCB har avgränsat bebyggelsen i den norra delen av orten avgränsat en småort namnsatt till Ekebyholm norra. 
Här finns Ekebyholms slott som är en del av Ekebyholmskolan.

## Befolkningsutveckling
När SCB första gången avgränsade småorten år 1990 hade den 51 hektar och sträckte sig mer söderut. Sedan 1995 har den minskat i storlek och omfattat ungefär 23 hektar.
| Befolkningsutvecklingen i Ekebyholm / Ekebyholm norra 1990–2015 | Befolkningsutvecklingen i Ekebyholm / Ekebyholm norra 1990–2015 | Befolkningsutvecklingen i Ekebyholm / Ekebyholm norra 1990–2015 | Befolkningsutvecklingen i Ekebyholm / Ekebyholm norra 1990–2015 | Befolkningsutvecklingen i Ekebyholm / Ekebyholm norra 1990–2015 |
| --------------------------------------------------------------- | --------------------------------------------------------------- | --------------------------------------------------------------- | --------------------------------------------------------------- | --------------------------------------------------------------- |
|                                                                 |                                                                 |                                                                 |                                                                 |                                                                 |
| År                                                              |                                                                 |                                                                 | Folkmängd                                                       | Areal (ha)                                                      |
| 1990                                                            | 1990                                                            |                                                                 | 128                                                             | 51#                                                             |
| 1995                                                            | 1995                                                            |                                                                 | 86                                                              | 22#                                                             |
| 2000                                                            | 2000                                                            |                                                                 | 96                                                              | 23#                                                             |
| 2005                                                            | 2005                                                            |                                                                 | 112                                                             | 22#                                                             |
| 2010                                                            | 2010                                                            |                                                                 | 117                                                             | 23#                                                             |
| 2015                                                            | 2015                                                            |                                                                 | 106                                                             | 22#                                                             |
| Anm.: # Som småort.                                             |                                                                 |                                                                 |                                                                 |                                                                 |